# Seversky P-35

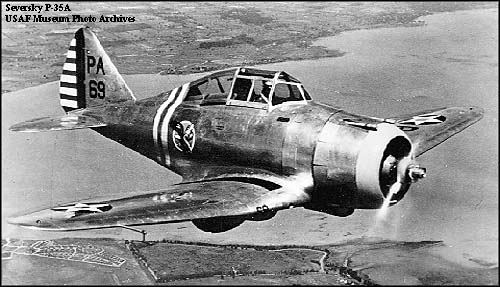
P-35 van de Amerikaanse luchtmacht

De Seversky P-35 was een eenmotorig jachtvliegtuig, geproduceerd door de Amerikaanse vliegtuigfabrikant Seversky Aircraft Company. De eerste vlucht vond plaats op 15 augustus 1935. Er zijn totaal 196 exemplaren van dit toestel gebouwd.

## Ontwerp en historie
De Seversky P-35 was het eerste jachtvliegtuig in Amerikaanse dienst dat geheel van metaal was gebouwd en was uitgerust met een gesloten cockpit en intrekbaar landingsgestel. Het was een tijdgenoot van de Hawker Hurricane en de Messerschmitt Bf 109. De P-35 was een laagdekker ontwerp van Severky’s hoofdontwerper Alexander Kartveli. De gevechtsjager werd voortgedreven door een 1050 pk sterke luchtgekoelde stermotor van Pratt & Whitney.
Het toestel heeft dienstgedaan in de luchtmachten van: Amerika, Ecuador, de Filipijnen en Zweden. In 1952 ging de laatste actieve P-35 uit dienst bij de Zweedse luchtmacht.

## Racevliegtuig
De Seversky P-35 was ook een succesvol racevliegtuig: het won driemaal achter elkaar de Bendix Trophy race: in 1937 (Piloot: Frank W. Fuller jr.), in 1938: (Piloot Jacqueline Cochran) en in 1939 (Piloot: Frank W. Fuller jr.).

## Varianten
De belangrijkste varianten waren:
P-35
Eerste productietoestel met een 850 pk Pratt & Whitney R-1830-9 stermotor.
P-35A
Model met een 1050 pk Pratt & Whitney R-1830-45 stermotor en extra bewapening.
2PA
Tweezitter met een machinegeweer voor de achterste zitplaats.
SEV-X-BT
Tweezitter basistraining-toestel.
AP-7
Racevliegtuig voor Jacqueline Cochran.
DS (Doolittle Special)
Racevliegtuig voor Jimmy Doolittle